# Dermatomiositis
La dermatomiositis és un trastorn inflamatori de llarga evolució que afecta els músculs. Els seus símptomes són generalment una erupció cutània i un augment progressiu de la debilitat muscular. Aquests símptomes poden ocórrer de sobte o desenvolupar-se durant mesos. Altres símptomes poden incloure pèrdua de pes, febre, inflamació pulmonar o sensibilitat lumínica. Les complicacions poden incloure dipòsits de calci en músculs o pell.
La causa no es coneix. Les teories inclouen que es tracta d'una malaltia autoimmunitària o com a conseqüència d'una infecció vírica. És un tipus de miopatia inflamatòria. El diagnòstic generalment es basa en una combinació de símptomes, proves de sang, electromiografia i biòpsia muscular.
Si bé no hi ha cap cura per a la malaltia, els tractaments en general milloren els símptomes. Els tractaments poden incloure medicació, fisioteràpia, exercici, teràpia termal, ortesis i dispositius assistencials i descans. Els medicaments de la família de glucocorticoides solen ser utilitzats amb altres agents com el metotrexat o l'azatioprina, si els primers no funcionen (prou) bé. La immunoglobulina intravenosa també pot millorar els resultats. La majoria de la gent millora amb el tractament i en alguns el trastorn es resol completament.
Té una incidència aproximada d'1 per 100.000 persones per any. El trastorn sol tenir aparèixer en les dècades dels 40 i 50 anys i les dones es veuen més sovint afectades que els homes. No obstant això, les persones de qualsevol edat poden veure's afectades. Aquest trastorn es va descriure per primera vegada en la primera dècada del segle xix.